# Magyar Kálmán (orvos)
Magyar Kálmán (Szentlőrinckáta, 1933. december 25. – Budapest, 2017. október 21.) Széchenyi-díjas magyar orvos, farmakológus, egyetemi tanár, a Magyar Tudományos Akadémia rendes tagja. A központi idegrendszerre ható gyógyszerek biokémiájának neves kutatója. 1979 és 1998 között a Semmelweis Orvostudományi Egyetem Gyógyszerhatástani Intézet igazgatója.

## Életpályája
1953-ban érettségizett a karcagi Gábor Áron Gimnáziumban, majd megkezdte egyetemi tanulmányait a Budapesti Orvostudományi Egyetemen (BOTE). Itt szerzett orvosi diplomát 1959-ben. Diplomájának megszerzése után a BOTE Gyógyszertani Intézeténél kapott állást, amelyet az egyetem 1969-es, Semmelweis Orvostudományi Egyetemmé (SOTE) történt átnevezése után is megtartott. Már 1965-től adjunktusként dolgozott az intézetnél. 1972-ben vette át egyetemi docensi, 1979-ben pedig egyetemi tanári kinevezését. Ugyanebben az évben bízták meg a SOTE Gyógyszerhatástani Intézetének vezetésével tanszékvezetői beosztásban. Az intézetet 1998-ig vezette. 2003-ban professor emeritusi címet kapott. Emellett az MTA és a SOTE közös Neurokémiai Kutatócsoportjának vezetője is volt.
1970-ben védte meg az orvostudományok kandidátusi, 1978-ban akadémiai doktori értekezését. Az MTA Elméleti Orvostudományi Tudományos Bizottságának és a Gyógyszerkutatási és Farmakoterápiás Munkabizottságának lett tagja. 1987-ben megválasztották a Magyar Tudományos Akadémia levelező, 1995-ben rendes tagjává. Később a Gyógyszerésztudományi Komplex Bizottság elnöke is lett. 1995 és 2002 között az MTA Orvostudományi Osztályának elnökhelyettese volt. A korabeli tudományos elbírálásban is részt vett: 1988 és 1995 között a Tudományos Minősítő Bizottság tagja volt, majd 1995-től a Doktori Tanácselméleti orvostudományi szakbizottságának munkájában vesz részt. Ezenkívül tagja volt a Nemzetközi Kapcsolatok Bizottságának is.
1981 és 1988 között a Magyar Orvostársaságok és Egyesületek Szövetsége (MOTESZ) alelnöke volt. 1996-ban a társaság elnökségi tagjává választották. Emellett a Nemzetközi Farmakológiai Társaság (IBRO) és az Európai Neurokémiai Társaság tagjává is vált.

## Munkássága
Fő kutatási területe a központi idegrendszerre ható gyógyszerek hatásmódjának biokémiai vizsgálata, valamint a gyógyszerek felszívódása, eloszlása, kiürülése, kötődése és metabolizmusa a szervezeten belül volt.
1972-ben sikerült a deprenyl nevű hatóanyag vizsgálata során igazolnia, hogy az elsősorban egy enzimtípust, a MAO-B-t gátolja. A deprenyl további vizsgálata során állatkísérletekkel sikerült annak metabolizmusát (anyagcseréjét) tisztáznia, valamint annak hatásmódját a dopamin sajátos gyógyszerelőállítási eljárásában, a potencírozásban. Ez a megoldás a vegyület Parkinson-kór terápiája során történő felhasználását alapozta meg és tette lehetővé.
Nevéhez fűződik több mint tizenöt magyar originális gyógyszermolekula a szervezeten belüli folyamata vizsgálatát végezte. Ennek eredményeként tisztázta azok gyógyszerkinetikai tulajdonságait. Ez a tevékenysége szolgáltatta az alapot erre a vegyületre épülő gyógyszerek magyarországi és nemzetközi törzskönyvezésének.

## Díjai, elismerései
- Akadémiai Díj (1980)
- Szent-Györgyi Albert-díj (2003)
- Széchenyi-díj (2004)
- A Magyar Érdemrend középkeresztje (2013)

## Főbb publikációi
- The Action of Excess Potassium and Calcium on Ouabain-Evoked 3H-noradrenaline Release from the Rabbit Pulmonary Artery (1986)
- 3H-noradrenaline Release from Rabbit Pulmonary Artery: Sodium-Pump-Dependent Sodium-Calcium Exchange (1987)
- Biokémiai farmakológia, hazai gyógyszerkutatás (1988)
- Behaviour of (-)-deprenyl and its Analogues (1994)
- A deprenyl neuroprotektív és neuroregeneratív hatása (1996)
- The Neuroprotective and Neuronal Rescue Effects of (-)-deprenyl (1997)